# Heinz Fischer (Naturforscher)

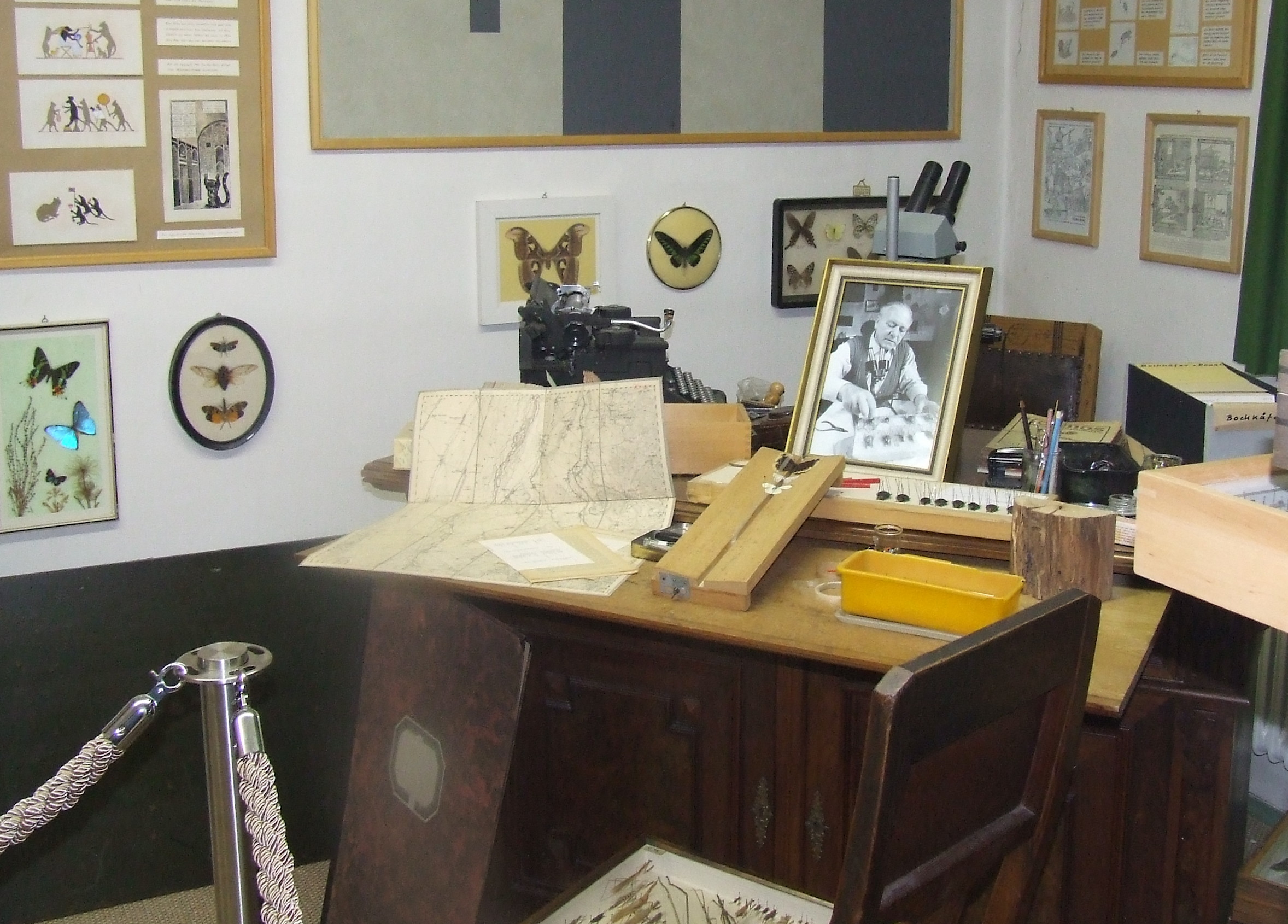
Rekonstruktion von Heinz Fischers Arbeitszimmer im Naturmuseum Königsbrunn

Heinz Fischer (eigentlich Heinrich Fischer; * 5. April 1911 in Augsburg; † 15. April 1991 ebenda) war ein deutscher Naturforscher, Ökologe, Zoologe, Entomologe, Geograph, Archäologe und Heimatforscher.

## Leben
Heinrich Fischer kam in Augsburg als zweiter Sohn des Postinspektors, Ornithologen, Entomologen und Präparators und Leiters des naturwissenschaftliche Museums Augsburg Anton Fischer und dessen Ehefrau Wilhelmine Fischer, geborene Brecht, zur Welt. Sein Vater führte ihn früh an die Naturwissenschaften und an wissenschaftliche Arbeitsweisen heran.
Seine Naturliebe und Verbundenheit zur schwäbischen Heimat, insbesondere zu dem damals noch weitgehend unverbauten und natürlichen Lech, rühren aus seiner Jugendzeit her. 1921 wurde der 10-Jährige Pfadfinder, 1929 als Mitglied der Deutschen Freischar Augsburg (Bündische Jugend) Pfadfinderführer.
Fischer studierte ab 1932 zunächst ein Jahr lang Philosophie, dann Naturwissenschaften, Chemie Biologie, Geographie und Geschichte an der Universität München. Er schloss 1936 sein Studium ab und wurde im selben Jahr bei Hans Krieg mit einer Dissertation über das Donauried bei Mertingen magna cum laude zum Dr. rer. nat. promoviert. Im Anschluss fand er bei Hans Krieg eine Anstellung an der Zoologischen Staatssammlung München. 1937 bis 1938 nahm er als Präparator an dessen 4. Südamerika-Expedition teil, zusammen mit Eugen Schuhmacher und zwei weiteren Wissenschaftlern. Diese Forschungsreise führte ihn nach Patagonien sowie an den Oberlauf des Río Paraná und in den Mato Grosso in Brasilien, wo es noch größtenteils unerforschte Urwälder, Savannen und Sümpfe gab und der auch Englisch und Französisch Sprechende Portugiesisch lernte.
1941 absolvierte er sein Staatsexamen. Wieder in der Heimat, arbeitete Fischer kurzzeitig in Landsberg am Lech als Fachlehrer für Biologie, Chemie und Geographie, bevor er freier Naturwissenschaftler wurde.
Ein Schwerpunkt seiner Arbeit war die Erforschung der Tierwelt Schwabens, insbesondere der Insekten, wobei er sich besonders auf die relativ „vernachlässigten“ Familien wie Mücken, Fliegen, Wanzen oder Heuschrecken konzentrierte. Der Biodiversität galt sein besonderes Interesse; er legte großes Augenmerk auf das Lebensumfeld jeder Spezies, um die vielfältigen Wechselwirkungen in und zwischen Ökosystemen besser zu verstehen. Fischers ganzes Lebenswerk spiegelt intensiv die Maxime „Kein Lebewesen ohne Umwelt“ wider. Für das bayerische Schwaben hatte er 5000 Insektenarten entdeckt.
Wenn Fischer nicht vor Ort in der Natur war oder in Archiven recherchierte, arbeitete er vorwiegend in seinem Augsburger Geburtshaus an der Adresse Vogelmauer 33. Er war seit 1948 Mitglied der Naturforschenden Gesellschaft Augsburg e.V. und Herausgeber von deren Schriftenreihe („Berichte“), in der er auch regelmäßig eigene Beiträge publizierte. Von 1978 bis 1990 war Fischer Vorstand des Vereins. Fischer hielt auch viele Vorträge, in denen er seine wissenschaftliche Naturbegeisterung lebendig vermittelte.
Fischer  war nie verheiratet und hatte auch keine Kinder. Er starb wenige Tage nach seinem 80. Geburtstag und wurde auf dem Protestantischen Friedhof Augsburg bestattet.

## Der Lech und seine Biotope

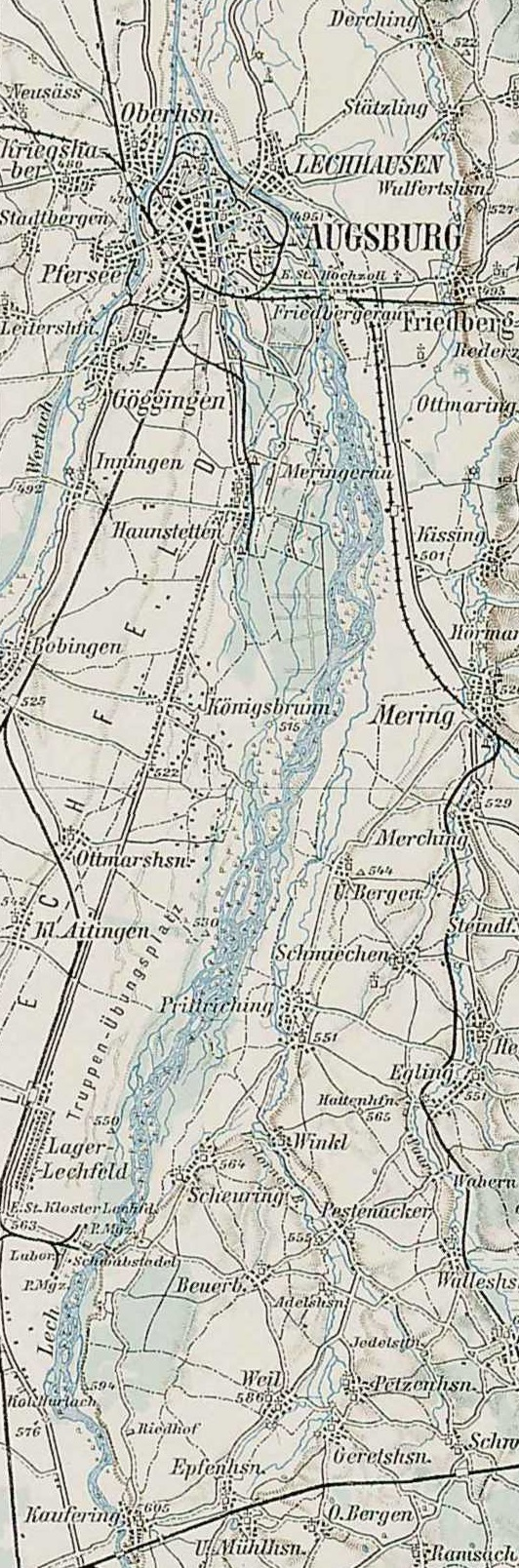
Karte des Lechs vor seiner Begradigung

Bevor der Lech von 1943 bis 1984 zwischen Füssen und Augsburg durch die Bayerische Wasserkraftwerke AG (BAWAG) zur Energiegewinnung in eine Staustufen-Kette umgebaut wurde, mit dem 1954 gefluteten künstlichen Forggensee als Kopfspeicher für die ihm folgenden Staustufen und begradigten, stark eingetieften Abschnitten dazwischen, gehörte er zu den artenreichsten Biotopen Europas.
Fischer erwanderte mehrere Male den Lech von seiner Quelle auf 1840 m Höhe in Vorarlberg bis zur Mündung in die Donau auf 320 m Höhe. Er kartografierte und untersuchte die durch den schnellströmenden Gebirgsfluss, seine Schotterfelder, Überschwemmungszonen, Auwälder und Heiden geschaffenen einzigartigen Lebensräume. An wissenschaftlichen Arbeitsexkursionen am Lech, die Fischer seit etwa 1949/1950 initiierte, nahmen beispielsweise Andreas Bresinsky, Ludwig Häßlein, Oscar Klement und Josef Poelt teil. Der Maler Heinz Butz hielt die Lechlandschaften in Ölbildern fest, während Fischer sie mit der Kamera dokumentierte.
Die mit jeder Begradigungs- und Staumaßnahme einhergehende weitere Zerstörung des Naturraums Lech erfüllte Heinz Fischer mit Zorn und Kummer. Von besonderem dokumentarischem Wert für die Nachwelt sind Fischers Fotografien des unverbauten Lechs aus den Jahren 1936 bis 1952. Im Jahr 2011 wurde zu Fischers 100. Geburtstag aus diesen Fotos der Bildband Der ungebändigte Lech: eine verlorene Landschaft in Bildern veröffentlicht.

## Archäologie, Geschichte und Heimatforschung
Die Interessengebiete des Universalgelehrten umfassten auch Archäologie, Geschichte und Heimatkunde. Er führte im Zweiten Weltkrieg zwischen 1941 und 1944 mit Schülern sechs archäologische Ausgrabungslager durch, davon vier am Goldberg bei Türkheim. 1946 wurde in den Kriegsruinen Augsburgs an der Westseite der Peutingerstraße 5 nahe dem Dom ein bis dahin unbekanntes mittelalterliches Fresko mit einem außergewöhnlichen und Rätsel aufgebenden Bildmotiv entdeckt. Es zeigt den Kampf der freien Reichsstadt gegen Belagerer, dargestellt durch Mäuse und Katzen, und wurde „Augsburger Mäusekrieg“ benannt. Fischer war an der Freilegung des 8 m × 2 m großen Wandbildes beteiligt, das mittlerweile zerstört ist. Er forschte mehrere Jahrzehnte zu diesem außergewöhnlichen Bildmotiv und datierte es auf das Jahr 1295.
Fischers toponomastische Untersuchungen zur Besiedelung des Lechfelds und der Stauden mündeten in sein 1974 erschienenes Werk Als die Bajuwaren kamen..., das wegen seiner eigenwilligen, fachübergreifenden Thesen zur Herkunft der Alamannen („Nibelungen“) und Bajuwaren auf gespaltene Resonanz in der Fachwelt stieß. Einen weiteren Schwerpunkt Fischers stellten biografische Arbeiten über schwäbische Naturforscher dar, etwa über den Augsburger Entomologen Jacob Hübner.

## Naturwissenschaftliches Museum und Verein in Augsburg
Bereits Fischers Vater war Vogelpräparator an einem naturwissenschaftlichen Museum in Augsburg gewesen, das damals vom Naturwissenschaftlichen Verein für Schwaben und Neuburg betrieben wurde. Dieses Museum im Stettenhaus am Obstmarkt, das bedeutendste naturkundliche Museum Bayerns, wurde bei den Luftangriffen auf Augsburg 1944 vollständig zerstört.
Nach dem Krieg etablierte sich der Verein als Naturwissenschaftlicher Verein für Schwaben e.V. wieder. Zusätzlich gründete sich 1946 ein neuer Verein, der sich den Namen Naturforschende Gesellschaft Augsburg e.V. gab. In diesem war Heinz Fischer aktiv. 1948 initiierte Fischer die Neubegründung eines naturwissenschaftlichen Museums in Augsburg in einem der Wassertürme am Roten Tor. Zunächst in vier Stockwerken des Spitalturms untergebracht, wurde das Museum bald zusätzlich auf den Kleinen Wasserturm ausgedehnt. Dieses Nachkriegsmuseum bestand bis 1953. Anschließend wurde es von der Stadt Augsburg als städtische Einrichtung weitergeführt: 1964–1987 als Naturwissenschaftliches Museum in einem der Fuggerhäuser in der Maximilianstraße, seit 1991 unter dem Namen Naturmuseum Augsburg in einem neuen Gebäude in der nördlichen Altstadt unweit des Stadttheaters.

## Fischers eigene naturwissenschaftliche Sammlung und Museum

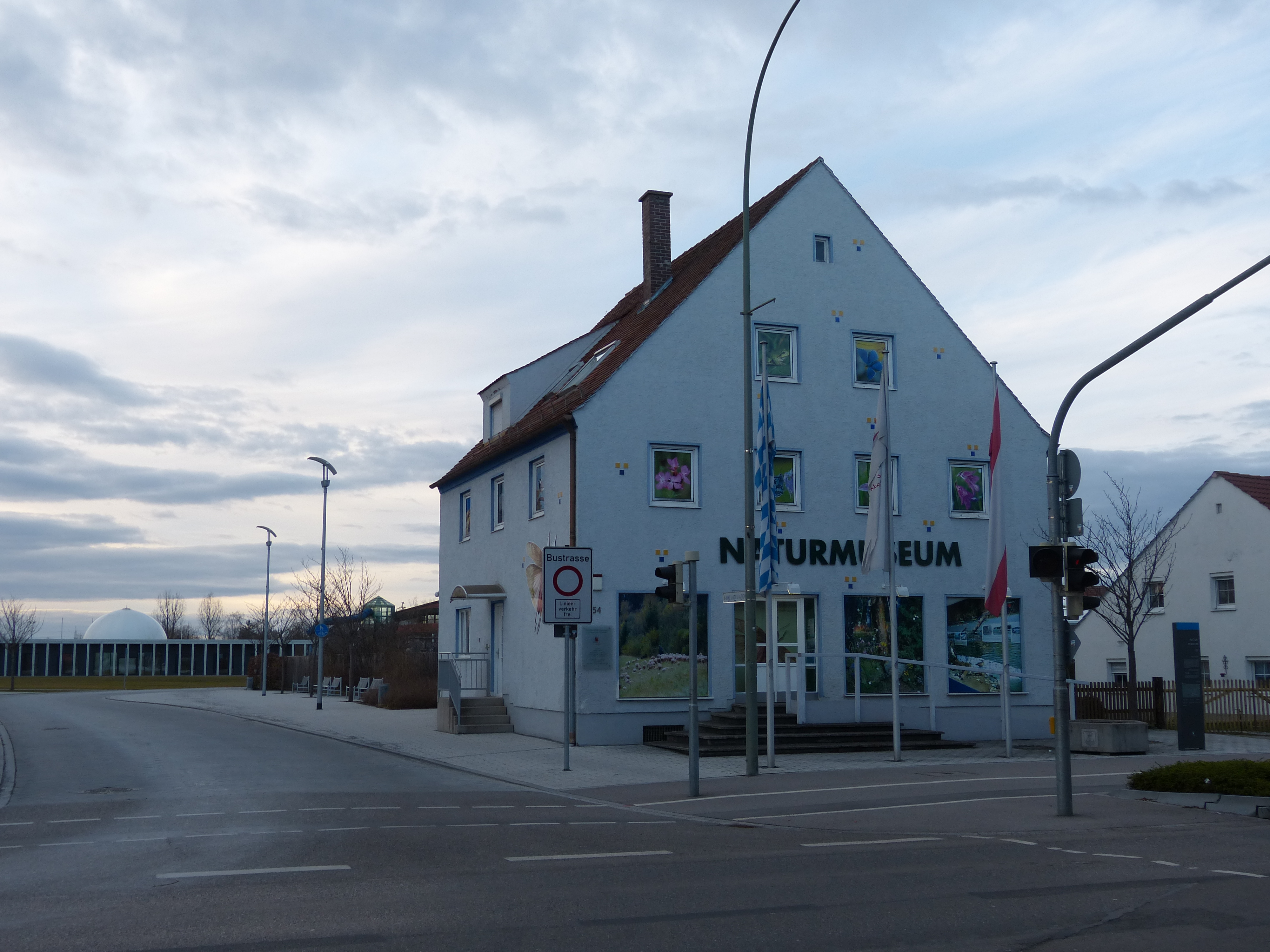
Das Naturmuseum Königsbrunn (2016)

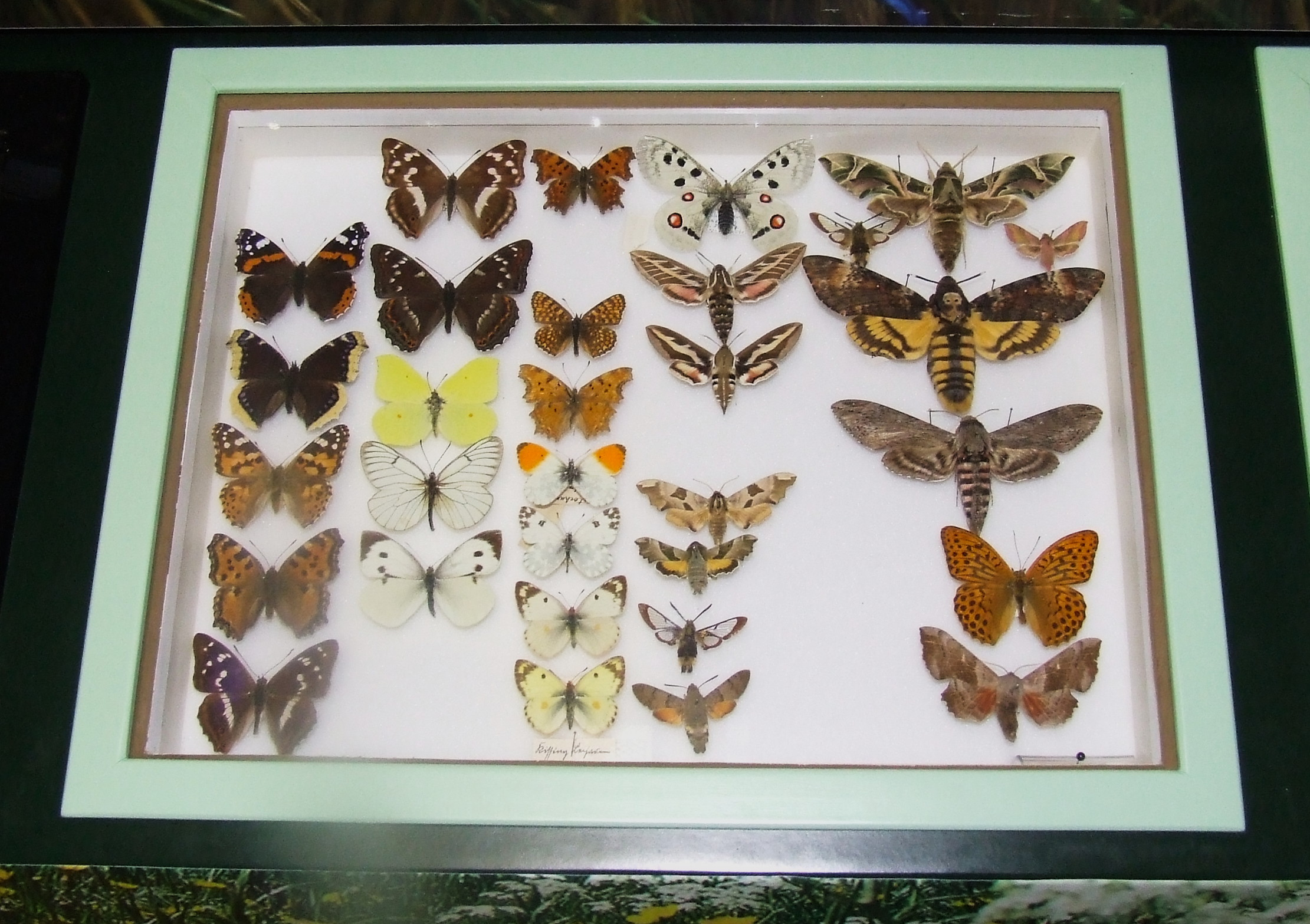
Schmetterlingskasten im Naturmuseum Königsbrunn

Es war Fischers Anliegen, dass seine wissenschaftliche Sammlung als Ganzes erhalten bleiben und der Forschung und der Öffentlichkeit dienen sollte. Nach und nach reifte die Idee für ein eigenes Naturmuseum heran. In Fritz Wohlfarth, dem Bürgermeister von Königsbrunn, fand er einen Unterstützer, und sie schlossen 1981 einen Vertrag zur Überlassung von Fischers gesamtem wissenschaftlichen Werk an die Stadt Königsbrunn. 1983 entstand hieraus ein Museum in Königsbrunn, das als Naturwissenschaftliches Museum oder Naturwissenschaftliche Sammlung Dr. Fischer bezeichnet wurde. Fischers wissenschaftlicher Nachlass umfasst rund 100 Regalmeter, darunter Fachliteratur, Forschungsdokumentationen, Zettelkästen, Manuskripte, Korrespondenzen und ein umfangreiches Fotoarchiv sowie rund 1.300 Insektenkästen.
Von 2009 bis 2014 wurde das Museum, nun unter dem Namen Naturmuseum Königsbrunn, nach neuen didaktischen Konzepten von Grund auf umgestaltet. Teile der Sammlung gingen als Dauerleihgabe an das Naturmuseum Augsburg.
Der 2008 gegründete Verein „Freundeskreis Dr. Heinz Fischer Sammlungen e.V.“ betreibt heute das Naturmuseum Königsbrunn im Auftrag der Stadt.
Seit 2016 ist die entomologische Sammlung von Heinz Fischer in der Zoologischen Staatssammlung München, wo eine dauerhafte Betreuung gewährleistet ist und die Sammlung für wissenschaftliche Untersuchungen verfügbar ist. Über einige besonders schöne und wertvolle Sammlungskästen der Diptera wurde bereits publiziert.

## Schriften (Auswahl)
- Die Lebensgemeinschaft des Donauriedes bei Mertingen (Schwaben) (Pflanzengemeinschaften, Fliegen, Heuschrecken, Libellen und Vögel). Inaugural-Dissertation zur Erlangung der Doktorwürde der philosophischen Fakultät, II. Sektion, der Ludwig-Maximilians-Universität München, 20. Januar 1936.
- Schildwanzenatlas von Schwaben. Besiedelung und Verbreitung. In: Bericht der Naturforschenden Gesellschaft Augsburg. 25, 1970, ISSN 0343-7566, S. 29–166.
- Als die Bajuwaren kamen ... Die alamannische und baierische Besiedlung Süddeutschlands. Landsberger Verlagsanstalt, Landsberg/Lech 1974, ISBN 3-920216-21-0.
- Klimageschichte der letzten 20.000 Jahre. In: Bericht der Naturforschenden Gesellschaft Augsburg. 29, 1974, S. 3–72.
- Die Besiedlung des Lechfeldes. In: Bericht der Naturforschenden Gesellschaft Augsburg. 39, 1984, S. 1–48.
- mit Klaus Kuhn: Verbreitungsatlas der Libellen Schwabens. In: Bericht der Naturforschenden Gesellschaft Augsburg. 41, 1986, S. 1–80.
- Der alte Lech. In: Norbert Müller, Kurt R. Schmidt (Red.): Der Lech. Wandel einer Wildflusslandschaft (= Augsburger ökologische Schriften. 2, ISSN 0941-2123). Stadt Augsburg – Referat Umwelt und Kommunales – Amt für Grünordnung und Naturschutz, Augsburg 1991, S. 37–58.
- mit Anton Fischer: Der ungebändigte Lech. Eine verlorene Landschaft in Bildern. Herausgegeben von Eberhard Pfeuffer. Wißner, Augsburg 2011, ISBN 978-3-89639-820-8.